# Anastasius de Sinaïet

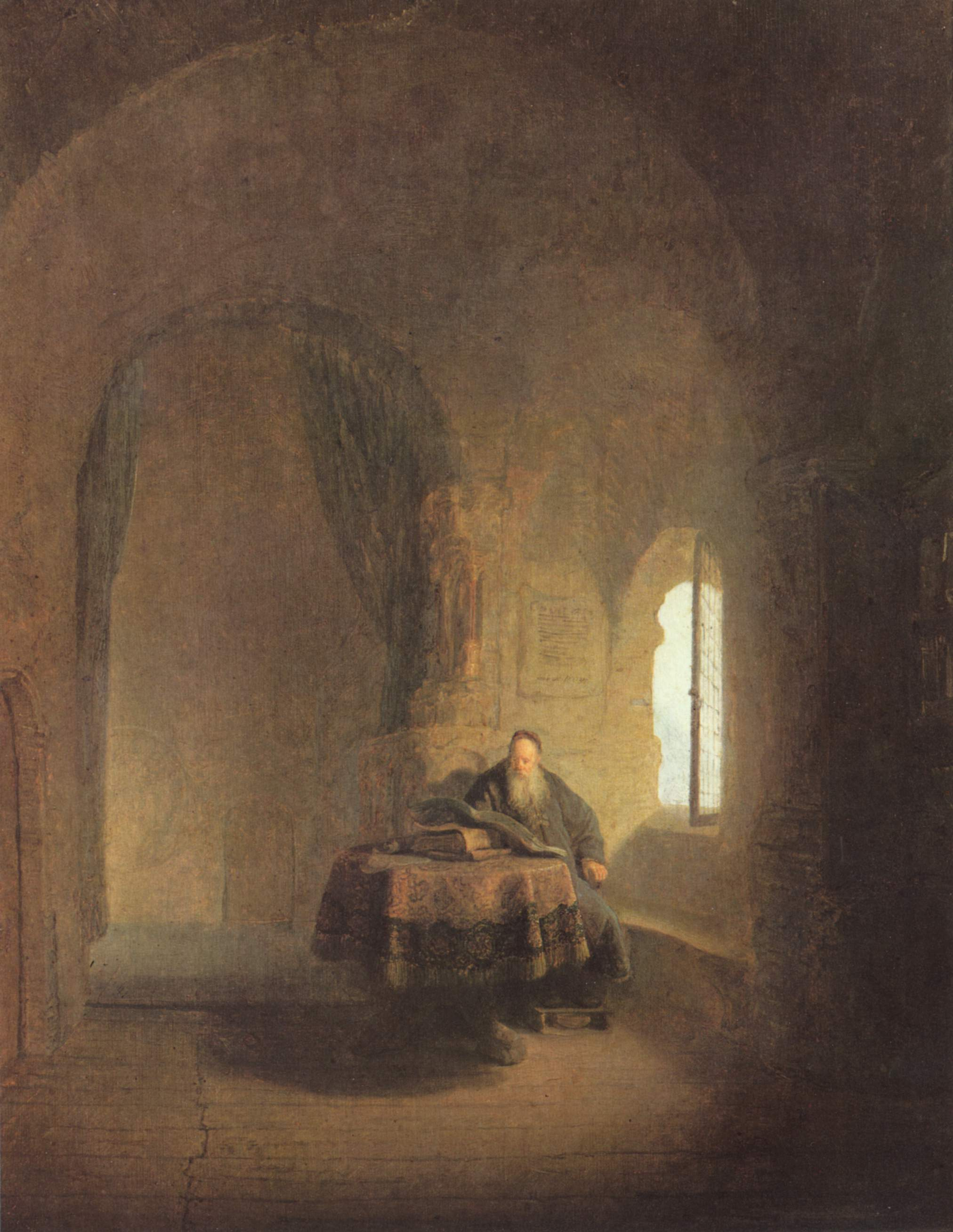
Schilderij van Rembrandt van de heilige Anastasius, 1631, Nationaalmuseum in Stockholm

Sint Anastasius de Sinaïet (of ook Anastasius van Sinaï) (Alexandrië, voor 640 - na 700) was een 7e-eeuws Grieks ecclesiastisch schrijver, priester, monnik en abt van het Katharinaklooster in de buurt van de Sinaïberg.